# 谭松年
谭松年（1966年1月9日—）广东佛山市高明区人，华南理工大学建筑毕业，民间学者，作家，平反土改发起人。
其自称地主家庭出身，2007年前后开始在网络发表文章以及街头运动要求平反土改，是独立中文笔会会员，曾任《地主之殇》网主编。